# Kocsisovszky Borcsa
Kocsisovszky Borcsa, Kocsisovszky Borbála (Esztergom, 1849. december 4. – Budapest, Józsefváros, 1933. január 3.) színésznő.

## Életútja
1866-ban lépett először színpadra nevelőapjánál, Kocsisovszky Jusztin igazgatónál (Habermann Gusztáv szerint talán Kocsisovszky feleségének, Móritz Máriának egy korábbi gyermeke lehetett). Azután Budára ment Molnár György társulatához. 1871-ben Aradon működött, ahol a kritika a következővel illette: „Szép jelenség a színpadon, toilettjei választékosak, hangja kellemes, inkább azonban a szívhez szóló, mint a hevesebb érzelmek kifejezésére alkalmas”. Ekkortájt már az elismert művésznők között emlegették. 1871. február 23-án Győrött a Lecouvreur Adrienneben való vendégszereplése nagy sikert aratott.
1870. január 24-én férjhez ment Molnár Györgyhöz; másodszor 1878. február 17-én lépett házasságra Molnár József jogtudorral, első férjének unokaöccsével. Mindkét házasságát a Kálvin téri református egyházközségnél kötötte, első házasságánál a tanúk Rákosi Jenő író és Vasvári Kovács József színész voltak. 1872. április 12-én fellépett a Nemzeti Színházban, a Makrancos hölgyben Katalin szerepében, mely után az intézményhez szerződtették. 1885. december 27-én búcsúzott a színpadtól.
Rendkívül kedves, közvetlen és bájos naiva volt. Prielle Kornélia méltó utódja is lehetett volna a Székely György-féle Magyar színházművészeti lexikon szerint. Az Ország-Világ 1880/5. száma a következőképpen jellemzi: „Borcsa asszony a legkitűnőbb naiv színésznők közé tartozik, kiben annyi kellem, természetesség, gyermeki kedély van, hogy két jó naiv színésznő kitelnék belőle.” A Kerepesi úti temetőben helyezték örök nyugalomra. A temetésen a Nemzeti Színház képviseltette magát, a színház koszorúját Mészáros Sándor titkár helyezte el rövid beszéd kíséretében.

## Családja
Kocsisovszky Jusztin igazgató és Móritz Mária lánya, Molnár György második neje, később Molnár József ügyvéd felesége.
Gyermekei:
Molnár Györgytől
- Molnár György Jusztin Árpád (Pest, 1869. április 7.[5] – ?)
- Molnár Flóra Mária Valéria (Pest, 1872. augusztus 21. – Budapest, 1950. július 14.)[6] 1929-től férjezett Fábry Ágostné[7]

Molnár Józseftől
- Molnár Ilona (Budapest, 1878. december 3. – Budapest, 1950. július 21.)[8] fővárosi védőnő, férjezett Fábry Ágostonné, még 1928-ban, a házasságkötés évében elvált férjétől.[9]
- Molnár Mária (Budapest, 1883. április 7.[10] – ?)

## Fontosabb szerepei
- Clarisse (Courcy–Dupeuty: Angyal és démon)
- Kata (Shakespeare: A makrancos hölgy)
- Lujza (Dinaux–Legouvé: Lignerolles Lujza)